# Imotski
Imotski város és község Horvátországban Split-Dalmácia megyében.

## Fekvése
Splittől légvonalban 62, közúton 87 km-re keletre, Makarskától légvonalban 23, közúton 39 km-re északkeletre, a Dalmát Zagora területén, Imotska krajina középső részén, a Biokovo-hegység és a hercegovinai határ között fekszik.

## A község települései
Közigazgatásilag Imotskin kívül Donji Vinjani, Glavina Donja, Glavina Gornja, Gornji Vinjani és Medvidovića Draga települések tartoznak hozzá.

## Története
Imotska krajina területe már a történelem előtti időkben is lakott volt. Ezt bizonyítják a Grabovac és Zagvozd területén talált kőszerszámok. A térség első ismert népe az illírek egyik törzse a dalmátok voltak. Róluk mesélnek az ókorból fennmaradt halomsírok és várak maradványai, melyekből Imotska krajina területén több is található. A rómaiak csak az 1. század elejére tudták véglegesen meghódítani a térséget. Római municípium volt a mai Runovići helyén feküdt Novae, de az ő örökségük az itt áthaladó római út is, mely Salonából Imotskin keresztül Narona irányába vezetett. A Zmijavci területén levő Dikovača nevű régészeti lelőhelyen feltárt ókeresztény bazilika maradványai bizonyítják, hogy a római korban itt is egy nagyobb település állt. A római uralom egészen 481-ig tartott, amikor Odoaker germán hadai foglalták el Dalmáciát. 493-ban a keleti gótok lerázva Odoaker uralmát fennhatóságuk alatt egyesítették Dalmáciát és a Drávától félre eső pannon területeket, melynek fővárosa Salona volt. Imotska krajina 535-ig maradt keleti gót uralom alatt, amikor I. Justinianus császár a Keletrómai Birodalom részévé tette. Justinianus és utódai alatt a térségben valóságos erődrendszer épült ki, melynek maradványai Proložac, Lovreć és Imotski területén is megtalálhatók. Ennek ellenére a 6. század második felében a területet elfoglalták az avarok és szláv segédnépeik. A középkori horvát állam közigazgatásában ez a terület Fehér-Horvátországhoz, azon belül az Imoti zsupánsághoz tartozott. Imotski első írásos említése Bíborbanszületett Konstantin bizánci császárnak a birodalom kormányzásáról 950 körül írt művében található „Emona” alakban. Az Imoti zsupánság 1165-ig volt horvát igazgatás alatt, ekkor azonban másodszor is bizánci uralom alá került. Ez az időszak 1180-ig tartott, amikortól a magyar királyok nevében a horvát bánok igazgatták. A Bribiri grófok hatalmának megtörése után a Nelipićek, majd Kotromanić István bosnyák bán uralma alatt volt. 1357-ben I. Lajos magyar király visszafoglalta, majd 1372-ig horvát-magyar királyi birtok volt. Ekkor a király elcserélte néhány várra Nelipić Ivánnal. 1391-ben a magyar trónharcokat kihasználva I. Tvrtko bosnyák király foglalta el, de még az évben meghalt és Imotski visszakerült a horvát bánok igazgatása alá. Ura Hrvoje Vukčić Hrvatinić bosnyák nagyvajda, majd horvát bán, 1408-ban pedig a Radivojević család lett. A török 1463-ban meghódította a közeli Boszniát, majd 1493-re már ez a terület is uralmuk alá került. A török uralom idején Imotski a Hercegovaci szandzsákban az azonos nevű náhije központja volt, ennek területe lényegében megegyezett a középkori zsupánsággal. Az 1699-es karlócai béke török kézen hagyta. Végleges felszabadulása csak az újabb velencei-török háborút lezáró pozsareváci békével 1718-ban történt meg. Ezután a Velencei Köztársaság fennhatósága alá tartozott. A velencei uralomnak 1797-ben vége szakadt és osztrák csapatok vonultak be Dalmáciába. 1806-ban az osztrákokat legyőző franciák uralma alá került, de Napóleon lipcsei veresége után 1813-ban újra az osztrákoké lett. A településnek 1857-ben 871, 1910-ben 1511 lakosa volt. 1918-ban az új szerb-horvát-szlovén állam, majd később Jugoszlávia része lett. 1941 áprilisában a Független Horvát Állam része, majd 1943 szeptemberétől 1944 októberéig német megszállás alatt volt. A háború után a szocialista Jugoszláviához került. 1991 óta a független Horvátországhoz tartozik. 2011-ben a településnek 4757 lakosa volt.

## Lakosság
| Lakosság változása | Lakosság változása | Lakosság változása | Lakosság változása | Lakosság változása | Lakosság változása | Lakosság változása | Lakosság változása | Lakosság változása | Lakosság változása | Lakosság változása | Lakosság változása | Lakosság változása | Lakosság változása | Lakosság változása | Lakosság változása |
| ------------------ | ------------------ | ------------------ | ------------------ | ------------------ | ------------------ | ------------------ | ------------------ | ------------------ | ------------------ | ------------------ | ------------------ | ------------------ | ------------------ | ------------------ | ------------------ |
| 1857               | 1869               | 1880               | 1890               | 1900               | 1910               | 1921               | 1931               | 1948               | 1953               | 1961               | 1971               | 1981               | 1991               | 2001               | 2011               |
| 871                | 1.954              | 1.182              | 1.331              | 1.446              | 1.511              | 1.697              | 1.457              | 1.701              | 1.808              | 1.874              | 2.422              | 3.234              | 4.000              | 4.347              | 4.757              |

## Nevezetességei
- Assisi Szent Ferenc tiszteletére szentelt plébániatemploma[4] tulajdonképpen kolostortemplomként épült az 1736-ban emelt régi templom helyén, melyet az új templom építése előtt 1861-ben lebontottak. Az építés 1863-ban kezdődött és 1881-ben fejezték be. Felszentelése 1904-ben történt. A templomot a velencei Francesco da Vicenzo tervei szerint építették neoromán stílusban. Háromhajós monumentális épület. Homlokzatán három bejárat található, a főbejárat felett kereszt, efelett pedig nyolcágú rozetta látható. A homlokzat feletti oromzaton kereszt áll. Szentélye emelt szintű, az apszisban található a szerzetesi kórus. A templomnak öt oltára van. A márvány nagyoltár 1902-ben készült a spliti Bilinić-műhelyben. A szentségtartó felett három angyal tartja a kereszt alapzatául szolgáló építményt. A hajóban négy oltár áll. A Gyógyító boldogasszony tiszteletére szentelt márvány oltár ugyancsak Bilinić alkotás, az oltárt díszítő ezüst keretes képet Filip Grabovac atya vásárolta 1738-ban Velencében, a híres velencei Mária-templom kegyképének másolata. Ezzel szemben áll a Szent Ferenc oltár a szentet ábrázoló képpel, amint a keresztre feszített Jézust öleli. A kép Murillo festményének másolata. A másik két oltár Szent Paszkálnak és Szent Antalnak van szentelve, mindkettő szentnek 1785-ben készített, a régi templomból származó szobrával. A keresztút képei és a szószék Tirolban készültek. A Lourdes-i barlangot 1958-ban készítették. Az orgonát 1907-ben vásárolták, a csehországi Rieger üzem építette. A kórust 1978-ban bővítették. A templomot 1982-ben védőszentje születésének nyolcszázadik évfordulójára renoválták. 1988-ban a kolostor építésének kétszázötvenedik évfordulóján a templom előtti teret burkolták, 1990-ben pedig felállították az első kolostor építőjének Stjepan Vrljićnek a bronzszobrát. 1995-ben a templom tíz ablakát festett üvegablakokra cserélték, melyek a horvát szenteket és boldogokat ábrázolják, Josip Botteri Dini munkái. A harangtorony 1847-ben még a régi templomhoz épült, 1850-ben toronyórát kapott. 1999-ben egy emelettel magasították és teljesen felújították.
- A templom melletti ferences kolostorban értékes régészeti és néprajzi gyűjtemény látható, melynek létrehozója Vjeko Vrčić atya volt. A város másik múzeuma a városi múzeum az egykori dohányelosztó épületében működik, szintén jelentős régészeti és néprajzi gyűjteménnyel.[5]
- A plébániatemplom nyugati oldalán található a Radovinović (Bitanga) család tulajdonában állt, monumentális, többszintes lakóházból, gazdasági épületekből és tágas kertből álló épületegyüttes, mely a 19. század végéről származik. A különlegesen díszített belső tér a fennmaradt eredeti, a 19. század végéről és a 20. század elejéről származó műtárgyakkal, felszereléssel és bútorokkal  magas szintű lakókultúráról árulkodik. Az egykor megművelt kertekben, gyümölcsösökben, szőlőültetvényekben és szántókban gazdag lépcsőzetes teraszos zöldterületek, valamint a hatalmas borospince a földbirtokos család gazdag borászati hagyományairól tanúskodik.[6]
- Az Angyalok Királynője tiszteletére szentelt temploma a vár alsó részén található. 1717-ben a török uralom alóli felszabadulás idején építették. Építése idején ez volt a település és a plébánia egyetlen temploma. Vitatott, hogy a helyén állt-e török dzsámi. Alaprajza alapján megállapítható, hogy eredetileg is templomnak építették. 1997-ben teljesen felújították. Belső terének rendezése során új oltárt, padokat és színes üvegablakot kapott. Az oltár Vene Jerković szobrászművész alkotása. A templomban különös tisztelet övezi Szűz Mária képét, melyet a templom építésével egy időben készítettek. Ismeretlen festő fára festett olajképe.
- A temetőben található a Kármelhegyi boldogasszonynak szentelt kápolna, melyet 1866-ban építettek.[7] Alsó része egykor halottasházként szolgált. Oltára fából készült, a helyi Rako műhely alkotása. A Kármelhegyi boldogasszony képét ismeretlen festő készítette.
- A város két természeti látványossága a Kék-tó (Modro jezero) és a Vörös-tó (Crveno jezero). A Kék-tó a várostól néhány száz méterre levő hosszúkás mélyedésben található. A színe sötétkék, sekélyebb részein zöldes, mintegy száz méter mély. A Vörös-tó a várostól másfél kilométerre fekszik. Nevét a körülötte levő vöröses talajról kapta. Falai csaknem függőlegesek, mélysége 285 – 320 méter. Ezzel Európa legmélyebb karsztvizű tava, melynek mélysége csaknem a tengerszintig ér.

- A Kék-tó feletti hegyszorosban, a mai Imotski központjától mintegy fél kilométerre északnyugatra található Topana vára, Dalmácia belső részének egyik legjelentősebb középkori erődítménye.[8] E körül az erőd körül fejlődött ki a 13. és 14. században fokozatosan a település, majd a város. A vár az ágyúk (top) számára különlegesen kialakított északkeleti bástyájáról kapta, mely 1663-ban a Kandiai háború idejében épült. A török „tophana” szó ágyúállást jelöl. A vár 83 méter hosszú és 27-től 56 méter széles, területe mintegy 3800 m². Elhelyezkedésénél fogva három oldalról megközelíthetetlen az ellenség számára. A nyugati és északi oldalon a Kék-tó feletti meredek sziklák, keleten pedig a Jelavića dolacnak nevezett kasztos víznyelő határolja. A vár kétszintes. Az alsó várat kezdetben cölöpfalak, ún. paliszádok védték. Utána építették a magas erődfalakat, melyek a tó feletti sziklaperemtől nyugat felé a főkapuig nyúltak lehetetlenné téve az erről az oldalról való bejutást a várba. A lőréses keleti fal a mai napig jó állapotban fennmaradt. Az alsóvárban volt az őrség szállása, a kovácsműhely és a dzsámi, melyet később katolikus templommá építettek át. A török távozása után a templom közelében álló falak alatt alakították ki a temetőt. A felsővár egy magas sziklás platón épült, melyhez az északkeleti oldaltól lépcsők vezetnek fel. A falakkal együtt mintegy 20 méterre magasodik az alsóvár fölé. Minthogy északról és nyugatról mély szakadék határolja itt nem volt szükség magas falakra. A plató felső részén volt három kút, a személyzet szállása és a fegyverraktár. 1911-ben a felsővár déli és középső részét a víztározó építése miatt felrobbantották, így a régészeti lelőhelynek ez a része megsemmisült. Az 1970-es években végzett régészeti feltárások megerősítették, hogy a vár egyetlen bejárata régen a déli oldalon volt, melyhez falépcsők, illetve rámpa vezetett fel. A román stílusú kapuzat küszöbénél fonott motívumokkal díszített ószláv oltárelőépítmény pilasztere került elő, melynek stílusa a 9. századi rusztikus kidolgozású kőplasztikák sorába illeszkedik. Ez a lelet arra enged következtetni, hogy a közelben valahol ószláv templom állt. Az új főkaput a félköríves ágyús bástyával velencei mérnökök tervei szerint kandiai háború idején alakították ki. 1729-ben a velencei hatóságok az ilyen munkákban jártas trogiri Ivan Macanovićot hívták el a vár felújítására. Az általa felújított várkapu és a lőréses várfal a mai napig fennmaradt. A török veszély megszűnése után a vár már elveszítette korábbi jelentőségét és az elhagyott váron az idő vasfoga megtette a hatását.

- Vörös-tó keleti szélén található a vidék egyik legnagyobb és legfontosabb őskori erődje. A Vörös-tó vára és az azt körülvevő terület körülbelül két hektárt foglal el a domboldalon. Északon, részben nyugati oldalán a tó szakadéka védi, míg déli, részben nyugati és keleti oldalán még ma is jól látható magas és széles sáncok védik, melyek mintegy száz méter hosszúak és akár tíz méter magas. A sáncot szárazon rakott technikával építették. A várat a késő ókorban is használták.[9]
- A vár alatti Gospin dolacon építették fel 1989-ben a négyezer férőhelyes labdarúgó stadiont.
- A vár közelében emelték a délszláv háborúban elesett imotskiak emlékművét Kruno Bošnjak helyi származású szobrászművész alkotását.

## Gazdaság
A helyi gazdaság alapját a kivi-, olajbogyó-, szőlő- és fügetermesztés adja. A jellegzetes helyi fehérszőlő fajta a kujundžuša.

## Kultúra
- Az Imotski Krajina déli, délkeleti és északkeleti részén, valamint a Vrgoraci Krajina nyugati részén hagyomány a „Kantanje”, egy egyházi népi áhítat nagyböjti zenével, amely a legtöbb faluban a nagypénteki felvonulás része. A Kantanjét az Imotski Krajina déli részén levő plébániák területén található Zagvozd, Župa Biokovska, Krstatice, Grubine, Drum, Gornji Podbablje, Slivno Imotski, Zmijavci, Runovići, Vinjani (Gornji és Donji) és Poljica Imotski jegyezték fel az egyházi hagyományok között. A Vrgoraci Krajina területén, a Biokovo melletti falvakban (a biokovoi esperesség plébániái): Rašćane, Kozica és Poljica Kozička területén szokásos. Zenei szempontból a kántálás archaikus vokális zenei jelenség, amikor a Fájdalmas sirató egyik szövegváltozatát éneklik. A Szűzanya siralmának teljes szövege több mint 300 verset tartalmaz. A Kantanjét szűk intervallumokban, általában kettesben, két különböző hangszínben adják elő.[10]
- Gradska glazba Imotski - városi fúvószenekar
- Mandolina Imota – mandolinzenekar
- IMOart – művészeti egyesület
- Imota fotóklub
- Helytörténeti múzeum
- Pismo moja kórustalálkozó
- Blue Jazzero jazzfesztivál

## Oktatás

### Alapiskolák
- "Stjepan Radić" alapiskola
- "fra Ivan Glibotić" zeneiskola

### Középiskolák
- "dr. Mate Ujević" Gimnázium
- Imotski Gazdasági iskola
- Imotski Technikum
- Obrtničko ipari iskola

## Sport
- NK Imotski labdarúgóklub
- Imotska krajina bocsaklub
- KK Imotski kosárlabdaklub
- KK Rhea női kosárlabdaklub
- "Crveno jezero" búvárklub
- Kuglački tekeklub
- Tékvando klub
- Horvát hegymászóklub
- "Imota" női kézilabdaklub
- "Aurora" ritmikus sportgimnasztikaklub
- "Imota-Racing" autósklub
- "Ante Bruno Bušić" labdarúgótorna

## Galéria
- A vár és a Gospin dolac stadion
- Imotski vára a Topana
- Az Angyalok királynője templom a vár romjaival
- Belvárosi utcarészlet
- A Szent Ferenc plébániatemplom
- A plébániatemplom homlokzata
- A Kék-tó a várból nézve
- A Kék-tó látképe
- A Vörös-tó a vöröses sziklafallal